# Baqên
| Tibetische Bezeichnung                   |
| ---------------------------------------- |
| Tibetische Schrift: སྦྲ་ཆེན་རྫོང              |
| Wylie-Transliteration: sbra chen rdzong  |
| Offizielle Transkription der VRCh: Baqên |
| THDL-Transkription: Bachen               |
| Andere Schreibweisen: —                  |
| Chinesische Bezeichnung                  |
| Traditionell: 巴青縣                     |
| Vereinfacht: 巴青县                      |
| Pinyin:Bāqīng Xiàn                       |

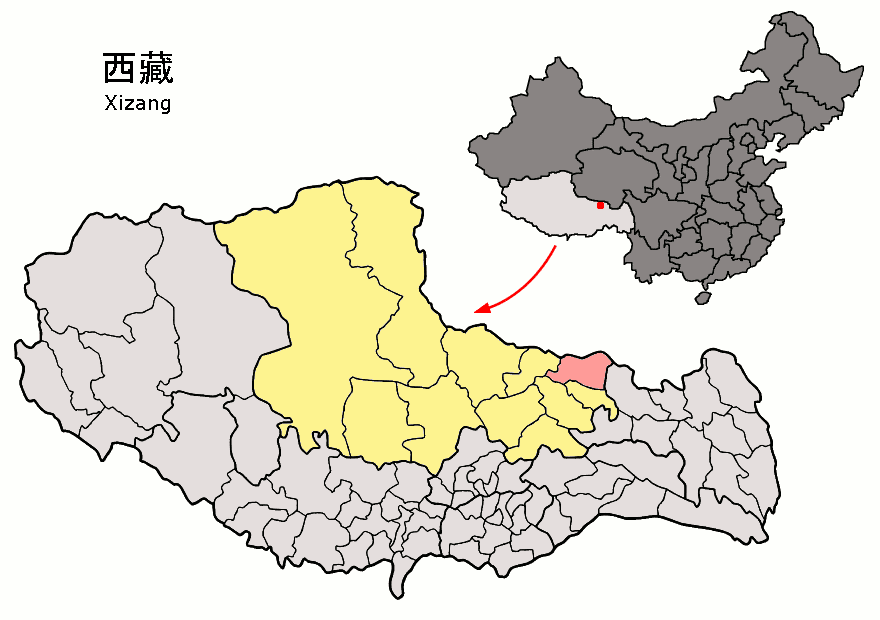
Lage von Baqên (rosa) in Nagqu (gelb) innerhalb von Tibet (hellgrau)

Baqên (tibetisch: སྦྲ་ཆེན་རྫོང་, Umschrift nach Wylie: sbra chen rdzong, auch: „Drachen“) ist ein Kreis des Regierungsbezirks Nagqu im Nordosten des Autonomen Gebietes Tibet der Volksrepublik China an der Grenze zur Provinz Qinghai, 573 km von Lhasa entfernt.

## Administrative Gliederung
Auf Gemeindeebene setzt sich der Kreis aus drei Großgemeinden und sieben Gemeinden zusammen. Diese sind (amtl. Schreibweise / Chinesisch):
- Großgemeinde Lhaxi 拉西镇
- Großgemeinde Ya'nga 雅安镇
- Großgemeinde Zasib 杂色镇
- Gemeinde Jiangmian 江绵乡
- Gemeinde Baqên 巴青乡
- Gemeinde Gomri 贡日乡
- Gemeinde Marru 玛儒乡
- Gemeinde Arxog 阿秀乡
- Gemeinde Kangqên 岗切乡
- Gemeinde Pointa 本塔乡

## Geographie und Klima
Baqên hat eine Fläche von 9.812 km² und 56.200 Einwohner (Stand: Zensus 2020). Die Jahresdurchschnittstemperatur beträgt −2 °C, die Durchschnittstemperatur im Januar −12 °C, im Juli 10 °C.

## Bevölkerung und Nationalitäten
Im Jahr 1990 hatte Baqên 28.835 Einwohner, davon 28.742 Tibeter (99,7 %) und 91 Han-Chinesen (0,3 %). 2000 war die Bevölkerung auf 35.895 Einwohner angewachsen.

### Ethnische Gliederung der Bevölkerung Baqêns (2000)
Beim Zensus im Jahr 2000 wurden in Baqên 35.895 Einwohner gezählt.
| Name des Volkes | Einwohner | Anteil  |
| --------------- | --------- | ------- |
| Tibeter         | 35.691    | 99,43 % |
| Han             | 174       | 0,48 %  |
| Bai             | 11        | 0,03 %  |
| Sonstige        | 19        | 0,05 %  |

## Wirtschaft
Der wichtigste Wirtschaftszweig von Baqên ist die Viehzucht (Weidewirtschaft), wobei u. a. Moschus produziert wird. Außerdem werden Kräuter und Pilze gewonnen, die in der traditionellen Medizin verwendet werden, darunter eine bestimmte Art der Kaiserkrone (Fritillaria thumbergii) und der Chinesische Raupenpilz (Cordyceps sinensis).